# Обердорф (Верхний Рейн)
Обердо́рф (фр. Oberdorf) — упразднённая коммуна на северо-востоке Франции в регионе Эльзас — Шампань — Арденны — Лотарингия, департамент Верхний Рейн, округ Альткирш, кантон Альткирш. До марта 2015 года коммуна административно входила в состав упразднённого кантона Ирсенг (округ Альткирш). Упразднена и с 1 января 2016 года объединена с коммунами Гренсинген и Энфлинген в новую коммуну Ильталь на основании Административного акта № 57 от 24 декабря 2015 года.
Площадь коммуны — 4,13 км², население — 563 человека (2006) с тенденцией к росту: 595 человек (2012), плотность населения — 144,1 чел/км².

## Население
Численность населения коммуны в 2011 году составляла 575 человек, а в 2012 году — 595 человек.
| 1962 | 1968 | 1975 | 1982 | 1990 | 1999 | 2005 | 2006 | 2008 | 2011 | 2012 |
| ---- | ---- | ---- | ---- | ---- | ---- | ---- | ---- | ---- | ---- | ---- |
| 427  | 423  | 449  | 457  | 513  | 568  | 563  | 563  | 563  | 575  | 595  |

Динамика населения:

## Экономика
В 2010 году из 388 человек трудоспособного возраста (от 15 до 64 лет) 293 были экономически активными, 95 — неактивными (показатель активности 75,5 %, в 1999 году — 74,2 %). Из 293 активных трудоспособных жителей работали 265 человек (152 мужчины и 113 женщин), 28 числились безработными (14 мужчин и 14 женщин). Среди 95 трудоспособных неактивных граждан 27 были учениками либо студентами, 35 — пенсионерами, а ещё 33 — были неактивны в силу других причин.
На протяжении 2011 года в коммуне числилось 231 облагаемое налогом домохозяйство, в которых проживал 571 человек. При этом медиана доходов составила 29587 евро на одного налогоплательщика.

## Достопримечательности (фотогалерея)

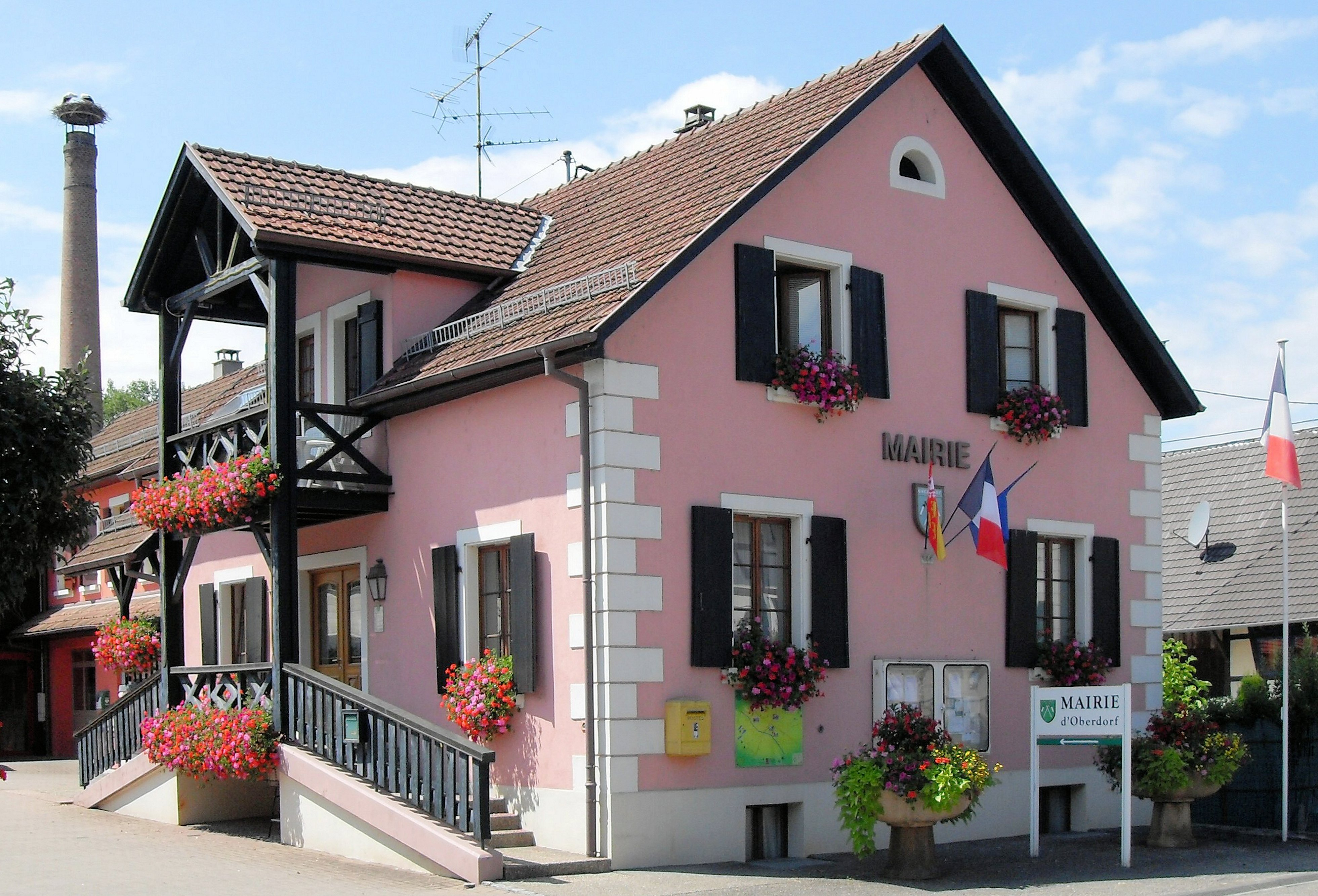
Здание мэрии